# امریک داربلت
امریک داربلت (انگلیسی: Emmerick Darbelet؛ زادهٔ ۴ اوت ۱۹۷۳) بازیکن فوتبال اهل فرانسه است.
از باشگاه‌هایی که در آن بازی کرده‌است می‌توان به باشگاه فوتبال کلرمون فوت، باشگاه فوتبال رن، باشگاه ورزشی آمیان، باشگاه فوتبال لو مان، و باشگاه فوتبال آژاکسیو اشاره کرد.